# 黄远强
黄远强（1923年—），男，广东香山人，中国建筑师，曾任广东省建筑工程局总工程师、副局长，第五、六、七届全国政协委员。